# ピンク七福神
ピンク七福神（ピンクしちふくじん）とは、1990年代以降にデビューした、ピンク映画のニューウェーブとも言われる7人の監督のことである。

## 概要
七福神とされるのは、
- 今岡信治 （1965年 - ） - 初監督作『獣たちの性宴 イクときいっしょ』（1995年）[1]
- 上野俊哉 （1963年 - 2013年） - 初監督作『最新ソープテクニック』（1990年）[2]
- 榎本敏郎 （1965年 - ） - 初監督作『禁じられた情事 不倫妻大股びらき』（1996年）[3]
- 鎌田義孝 （1964年 - ） - 初監督作『男の妄想写真館より 淫撮グラフティー』（1997年）[4]
- 坂本礼 （1973年 - ） - 初監督作『セックス・フレンド 濡れざかり』（1999年）[5]
- 田尻裕司 （1968年 - ） - 初監督作『イケイケ電車 ハメて、行かせて、やめないで!』（1997年）[6]
- 女池充 （1969年 - ） - 初監督作『監禁』（1996年）[7]

の7人である。全員男性で、特に七福神個々になぞらえているわけではない。
主として国映、および新東宝映画（榎本）をメインフィールドとしている。「ピンク七福神」は当初から営業戦略として生み出された言葉とされる。彼らの1世代前の映画監督である佐藤寿保（1959年 - ）、サトウトシキ（1961年 - ）、瀬々敬久（1960年 - ）、佐野和宏（1956年 - ）のいわゆる「ピンク四天王」からの影響、対抗意識も指摘される。必ずしも同世代とも言えず、監督昇進時期も年齢も、最年長の上野俊哉と最年少の坂本礼とでは、それぞれ約10年の開きがある。上野は、むしろキャリア的には佐藤寿保を除く四天王とほぼ同時期のデビューである。
その後、今岡は、作家性重視の国映とは作風が対照的なエクセス・ポルノで、榎本はENKプロモーションのゲイ・ポルノでも作品を発表している。2013年（平成25年）4月15日、上野俊哉が満49歳で死去した。上野俊哉（1962年 - 、批評家・和光大学教授）とは別人である。